# Puchar Europy w Chodzie Sportowym 2000
3. Puchar Europy w Chodzie Sportowym – zawody lekkoatletyczne, które odbyły się 17 i 18 czerwca 2000 roku w Eisenhüttenstadt w Niemczech.

## Rezultaty

### Mężczyźni
| Konkurencja:           | 1. miejsce          | Rezultat | 2. miejsce         | Rezultat | 3. miejsce                 | Rezultat |
| Chód na 10 km juniorów | Alexander Kuzmin    | 41:16    | Jan Albrecht       | 41:17    | Andre Katzinski            | 41:59    |
| Chód na 20 km          | Robert Korzeniowski | 1:18:29  | Andreas Erm        | 1:18:42  | Francisco Javier Fernández | 1:18:56  |
| Chód na 50 km          | Jesús Ángel García  | 3:42:51  | Jewgienij Szmaliuk | 3:44:33  | Denis Langlois             | 3:47:38  |

### Kobiety
| Konkurencja:           | 1. miejsce        | Rezultat | 2. miejsce         | Rezultat | 3. miejsce      | Rezultat |
| Chód na 10 km juniorek | Tatiana Kosłowa   | 45:28    | Marina Tichonowa   | 45:33    | Alena Senkowa   | 45:35    |
| Chód na 20 km          | Olimpiada Iwanowa | 1:26:48  | Elisabetta Perrone | 1:27:42  | Kjersti Plätzer | 1:27:53  |